# Ataenius alternatus
Ataenius alternatus är en skalbaggsart som beskrevs av Melsheimer 1845. Ataenius alternatus ingår i släktet Ataenius och familjen Aphodiidae. Inga underarter finns listade.